# イル・デ・パン

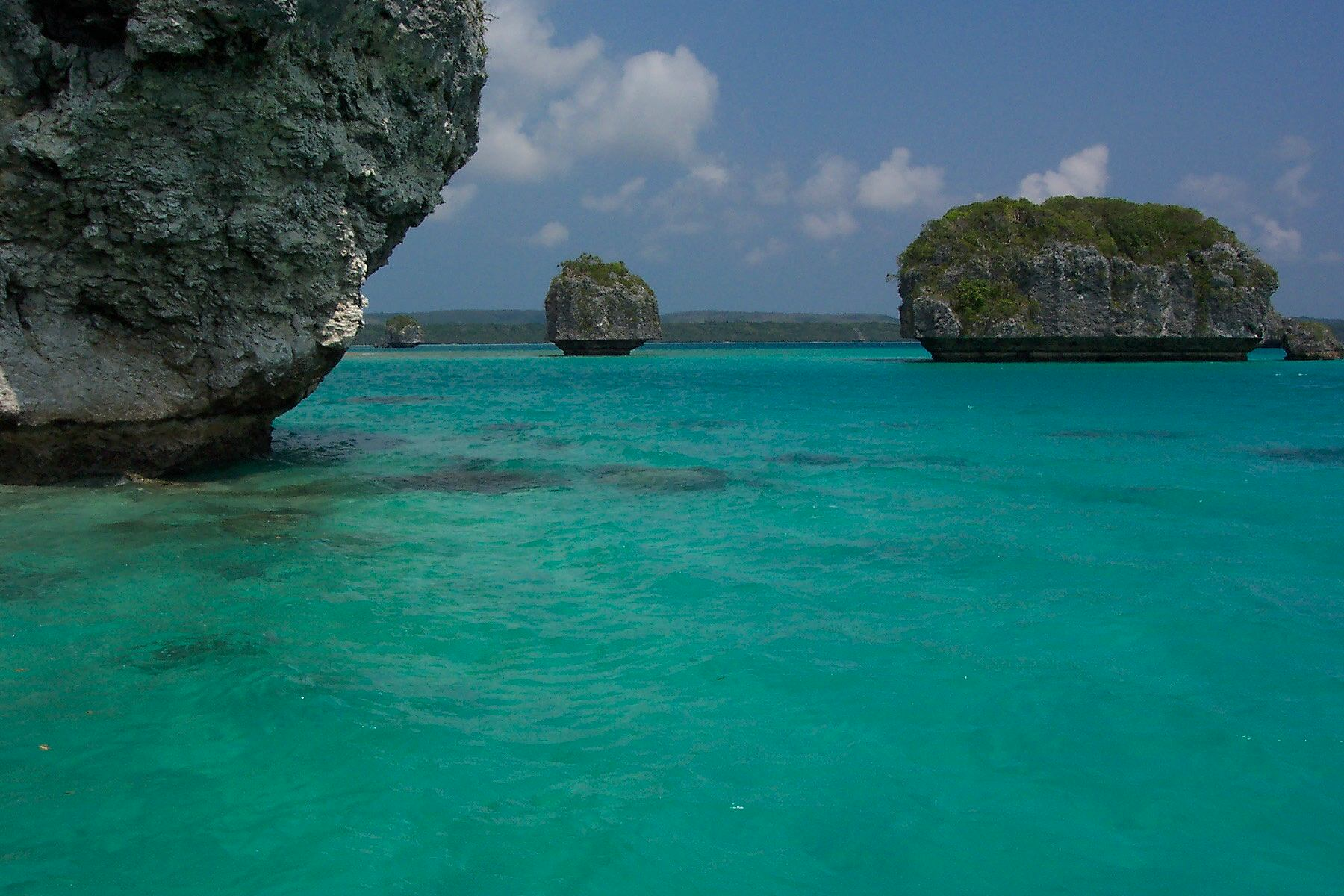
ニューカレドニア、イル・デ・パンのウピ湾。

イル・デ・パン（フランス語: Île des Pins, カナック名 Kunyié）は、太平洋上に位置する島であり、ニューカレドニアに存在するフランスの海外領土である。同島を中心とした、ヌーヴェル・カレドニー準県（ニューカレドニア）に存在する同名のコミューンであるイル＝デ＝パンについても、本項で記述する。

## 概要
同島は、ヌーヴェル・カレドニー準県（ニューカレドニア）のコミューンであるイル＝デ＝パンの一部である。しばしば「天国にもっとも近い島」（フランス語: l'île la plus proche du paradis）のニックネームで親しまれる。日本では、その称号は森村桂の著作『天国にいちばん近い島』から、ロイヤルティ諸島の一部であるウベア島がそう呼ばれている。色とりどりのラグーンでのシュノーケリングやスクーバダイビングで知られる。数多くの種類の熱帯魚や珊瑚礁を、透明度の高い海水の中に見ることができる。クニエ（Kunie、海の宝石箱）とも呼ばれる。
同島は、南緯22度37分 東経167度29分 / 南緯22.617度 東経167.483度 に位置し、南北15km、東西13kmの大きさである。ニューカレドニアの本島であるグランドテール島の南東、同準県の首都ヌーメアから約100キロメートル南東に離れている。1,097メートルの滑走路をもつ空港（空港コード : IDP）を島内に有する。ニューカレドニア・バリア・リーフに取り囲まれている。
住民のほとんどは原住民のメラネシア人のカナック（市全域93.9%）で、島人口は2006年現在で約2,000人である。1989年には1,465人であった。
同島は動物に富み、オウカンミカドヤモリや、ヤモリの世界最大種ツギオミカドヤモリ等、ユニークな種が生息している。島内固有の種のエスカルゴが生息し、島内でのみ食用に供され、島外への持ち出しは禁じられている。
エンガ山（ンガ山、Puc N'Ga）は標高262mで、島内最高峰の山である。幹線道路からの登山道がある。

## 略歴
1774年、ジェイムズ・クックがニュージーランドへの2度目の渡航の際に発見した。背の高い同地固有のナンヨウスギ科の植物Araucaria columnarisが自生しているのを目撃したことにちなんで、「松の島」（現在の英名 Isle of Pines）と名づけた。クックは、上陸はしなかったが、住民が存在することを確認したといわれている。1840年代にプロテスタントとカトリックの両宣教師が、白檀商人とともに上陸している。
1853年にフランスが領有を宣言し、同時期に土着の島民たちがカトリックに改宗した。1872年には、同国の流刑地（en:Penal colony）となり、パリ・コミューンから3,000人ほどの政治犯が送り込まれた。1879年に全員が赦免され、本国に帰された。

## コミューン

### 概要
フランスの行政区域としてのイル＝デ＝パン（フランス語: L'Île-des-Pins）は、同島とコトモ島、南東のノカンウイ島 (nokanhui) などの小島、150キロメートル東に位置するウォルポール島を含めたフランスのコミューンである。
コミューンの行政的機能は、同島内の南東地区の集落バオに置かれている。バオは市庁舎、カトリック教会、学校、銀行（BCI カレドニア投資銀行）の存する同島の最大集落である。サン＝モーリス湾を隔てた東側にはコトモ島と接している。1989年から市長を務めるイラリオン・ヴァンデグーは、1870年に女王となったオルタンスを生んだ酋長一族ヴァンデグーの末裔である。
おもな集落はほかに、クト湾・カヌメラ湾に面したクト、ウァメオ湾に面したコジュー、オロ湾に面したオロ等がある。

### 商業
ル・メリディアンホテル&リゾートがオロ地区に「ル・メリディアン・イル・デ・パン」を構えるほか、コジューやクトにホテルや地元のカナックたちが経営するバンガローがある。コジューには島内唯一のダイビングサービスであるクニエ・スクーバ・センターがある。
食料品店は島内にわずかに点在するのみで、スーパーマーケット等はない。

## 交通
イル・デ・パンの内陸にある空港とヌーメアの国内空港であるマジャンタ空港を、毎日数便のエール・カレドニーのプロペラ機が結ぶほか、高速船が週に3往復する。離島へは定期船はない。国際線はヌーメア国際空港（正式名称はヌーメア＝ラ・トントゥータ国際空港）に発着するため、マジャンタ空港へ向かうにはシャトルバスの手配またはタクシーを利用する必要がある。空港間は約50㎞離れており、同日中にイル・デ・パンへ移動するには、ヌーメア国際空港の到着時刻やマジャンタ空港への移動手段・所要時間等の事前検討が望ましい。
クト、バオ、コジューおよび空港を通る幹線道路以外はほとんど未舗装である。交通手段は、自家用車およびレンタカー、1社のみのタクシーである。

## 事件
観光地のカヌメラ湾には、干潮の際に地続きとなる小島がある。その小島に対し、私有を主張している現地人の一族がおり、許可なく立ち入ると強制的に排除される（暴力をふるわれる可能性もある）。2002年、この小島で日本人女性の他殺遺体が発見されている。島の私有を主張しているこの一族の男性2名が、小島への排除行動などを状況証拠として起訴されたが、物証がなく、証拠不十分として無罪判決となっている。この殺人事件は未解決である。